# Puunene (Hawái)
Puunene es un área no incorporada ubicada en el condado de Maui en el estado estadounidense de Hawái.

## Geografía
Puunene se encuentra ubicado en las coordenadas 20°52′3″N 156°27′16″O / 20.86750, -156.45444.